# Anqi Sheng
Anqi Sheng (Chino: 安期生) fue un inmortal y mago chino, se decía que tenía 1000 años en el tiempo de Qin Shi Huang, el primer emperador. 
Se decía que habitaba en el  Monte Penglai. Anqi era un mago taoísta, capaz de hacerse visible o invisible a su placer. Según la hagiografía taoísta Liexian Zhuan, Qin Shi Huang habló con él para tres días enteros (incluyendo noches), y ofreció a Anqi jade y oro. Qin Shi Huang Temía la muerte, y buscaba la inmortalidad, sin éxito. En 219 BC,  envió una expedición bajo el mando de Xu Fu para encontrar Anqi y traerlo de vuelta, junto con el elixir de vida, el cual concede inmortalidad o juventud eterna. Cuándo Xu Fu informó que una criatura de mar bloqueó el camino de la expedición, Qin Shi Huang envió arqueros para matarlo. En 210 DC, Xu Fu continuó su viaje. La leyenda dice que encontró Japón en cambio, se proclamó rey, y nunca regresó. Los registros del gran historiador indican que Li Shaojun visitó Anqi Sheng durante sus viajes. Sin embargo, no hay ningún registro de dónde se encontraron ni del propio monte Penglai. En 130 a. C el emperador Wu de Ha también envió una expedición para encontrar Anqi, que no tuvo éxito.
Anqi ocupa un lugar importante en las escuelas Taiqing y Shangqing .